# Oleksandr Antonovyč Košic'
Oleksandr Antonovyč Košic' (in ucraino Олександр Антонович Кошиць?; Romašky, 12 settembre 1875 – Winnipeg, 21 settembre 1944) è stato un musicista, compositore e direttore d'orchestra ucraino.
Fu anche arrangiatore, etnografo, scrittore, musicologo, letterato e contribuì a rendere la musica ucraina popolare nel mondo.
Per un certo periodo, un'esibizione del Coro Nazionale Ucraino di Košic' detenne il record mondiale per la partecipazione di pubblico, escludendo gli eventi sportivi. George Gershwin disse di aver basato la sua canzone Summertime su una ninna nanna ucraina, Oj chodyt' son, che ascoltò durante un'esibizione del coro di Košic' a New York.

## Biografia
Košic' nacque nel villaggio di Romašky nell'Oblast' di Kiev. Si laureò alla Accademia Teologica di Kiev nel 1901, poi studiò alla Scuola di Musica e Teatro Mykola Lysenko (1908-1910).  Insegnò musica per coro al Conservatorio Imperiale di Musica di Kiev, condusse l'Orchestra del Teatro Sadovs'kyj, servì come direttore del coro dell'Opera di Kiev. Collezionò canzoni popolari ucraine dalle regioni dell'Ucraina centrale (in particolare attorno alla stessa Kiev) così come dalla attuale regione russa di Krasnodar, dove egli si trasferì per approfondire le origini della musica cosacca.
Nel 1917 Košic' sposò una ex studente e cantante dei suoi cori, Tetjana Košic' (1892-1966) che divenne in seguito una cantante nel Coro Nazionale Ucraino, insegnante di voce, e dopo il 1944 curatrice del Centro Educativo e Culturale Ucraino a Winnipeg in Canada.
Dopo la prima guerra mondiale, Košic' fu uno dei co-fondatori e direttore della Cappella della Repubblica Ucraina (in seguito denominata Coro Nazionale Ucraino). Il Coro girò l'Europa e le Americhe nel 1919-1924 e 1926-1927, a sostegno della comunità internazionale ucraina.
Košic' si trasferì a New York nel 1922, ove raccolse musica liturgica, arrangiò e rese popolare la musica popolare ucraina. Košic' inoltre documentò i viaggi del coro nella autobiografia Con la Canzone, Attorno al Mondo (З піснею через світ).
Dal 1941 Košic' trascorse i mesi estivi insegnando a Winnipeg, Canada, dove morì nel 1944 a 69 anni.  Il Coro O. Koshetz Choir a Winnipeg è chiamato così in sua memoria.
Košic' introdusse la canzone Ščedryk di Mykola Leontovyč a un concerto a Kiev nel 1919. Infine la canzone divenne una classico natalizio americano con il nome Carol of the Bells.
Gli archivi personali di Oleksandr e Tetjana Košic' sono conservati al Centro Educativo e Culturale Ucraino a Winnipeg in Canada.